# Cameroon Airlines Corporation
Cameroon Airlines Corporation, operante come Camair-Co, è una compagnia aerea del Camerun, che funge da compagnia di bandiera del paese, un ruolo che in precedenza era ricoperto dall'ormai defunta Cameroon Airlines. Camair-Co ha la sua sede nell'Immeuble La Rotonde a Douala, e opera dall'aeroporto Internazionale di Douala. La compagnia aerea non ha mai realizzato profitti e sta lottando sotto il peso dei suoi debiti; la maggior parte dei suoi aerei è attualmente a terra. Lo slogan dell'azienda è francese: L'étoile du Cameroun, The Star of Cameroon.

## Storia
Camair-co è stata fondata l'11 settembre 2006 con decreto di Paul Biya, Presidente del Camerun, come compagnia destinata a sostituire Cameroon Airlines, all'epoca compagnia di bandiera del paese. Il codice IATA QC apparteneva in precedenza a Air Corridor, che da allora ha cessato le operazioni. Cameroon Airlines è stata chiusa nel giugno 2008, ma Camair-Co ha avviato i servizi solo nel 2011. Il 28 marzo ha avuto luogo il volo inaugurale da Douala a Parigi via Yaoundé. Il 30 settembre 2016, la compagnia aerea ha cessato i servizi per Parigi nell'ambito di un esercizio di ristrutturazione della rete.
In perdita dal suo lancio nel 2011, secondo quanto riferito, la Camair-Co aveva debiti per circa 35 miliardi di franchi CFA e l'Agenzia per la sicurezza della navigazione aerea in Africa e Madagascar (ASECNA) aveva ordinato alla società di pagare i suoi arretrati di royalties pari a 100.390 milioni FCFA.
Camair-Co è stata oggetto di un piano di risanamento proposto dalla società statunitense Boeing Consulting nel 2016, che prevedeva il regolamento del debito in essere, l'iniezione di 60 miliardi di FCFA, il ridimensionamento della rete e l'ammodernamento della flotta, ma il piano ha non è mai stato attuato.
Nel 2020 il governo del Camerun ha annunciato l'obiettivo di privatizzare il 51% della compagnia di bandiera entro la fine del 2021.

## Flotta
A dicembre 2022 la flotta di Camair Co è così composta: